# Rose Valland
Rose Antonia Maria Valland (Saint-Étienne-de-Saint-Geoirs, 1 de noviembre de 1898- Ris-Orangis, 18 de septiembre de 1980) fue una historiadora de arte, miembro de la Resistencia francesa y capitana del ejército francés. Durante y después de la Segunda Guerra Mundial participó en operaciones de sabotaje y en la recuperación de casi 45.000 obras de arte robadas por los nazis.

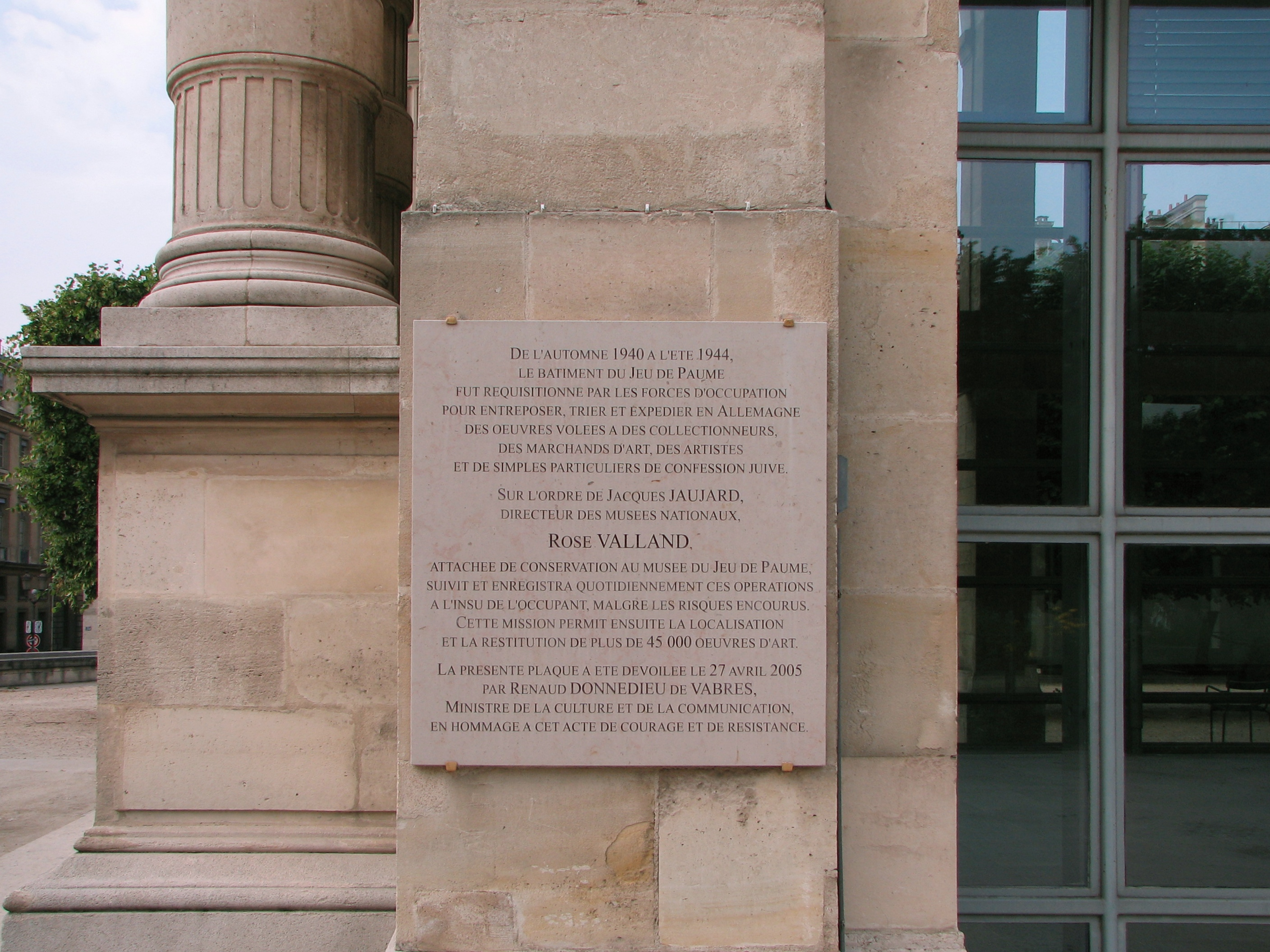
Placa conmemorativa en el muro de la Galería nacional de Jeu de Paume en París.

## Biografía

### Juventud y formación
Rose Valland, cuyo nombre completo era Rose Antonia Maria Valland, nació el 1 de noviembre de 1898 en Saint-Étienne-de-Saint-Geoirs en el departamento de Isère en Francia, una localidad de unos 2.000 habitantes en el valle del río Bièvre, cerca de Grenoble. Era la hija única de François Valland, carretero y herrero y de Rosa Maria Viardin.
En 1910 ingresó en la école normale d'institutrices de Grenoble, de donde egresó en 1918. Destacada en diseño y animada por sus maestros, continuó su educación en la École nationale des beaux-arts de Lyon, donde obtuvo numerosos premios. En 1922 fue admitida en la Escuela de Bellas Artes de París. A continuación entró en el concurso de profesorado de enseñanza de diseño, entre 300 candidatos. Estudió al mismo tiempo en la Escuela del Louvre y en 1931 presentó una tesis sobre la evolución del arte italiano hasta Giotto.
Tras su encuentro con el profesor Gabriel Millet se consagró por completo a la historia del arte. Realizó cursos de arte, historia del arte y arqueología del mundo bizantino y de Oriente Medio en la École pratique des hautes études donde defendió una tesis titulada: Aquilée ou les origines byzantines de la Renaissance a partir de los frescos del siglo XII de la basílica patriarcal de Aquilea. Estudió en el Collège de France, en el Institut d'art e d'archéologie de la Universidad de París, donde consiguió cuatro certificados de estudios superiores, en Historia del Arte, Arte Moderno, Arqueología Medieval y Arqueología Griega, que constituyen la diplomatura de arte, que combinada con su tesis del Louvre, le concediera una licencia especial de Historia del Arte y Arqueología. Viajó a Italia y posiblemente a Alemania, pues consiguió hablar alemán sin haberse dedicado a su estudio académico.
En 1932 se convirtió en conservadora adjunta voluntaria en el museo de pinturas y esculturas extranjeras de la Galerie nationale du Jeu de Paume en el Palacio de las Tullerías. Se encargó de catalogar las colecciones del museo, y trabajó en la realización de unas quince exposiciones internacionales en su catálogo. Escribió también numerosos artículos en revistas y publicaciones de arte. Sin embargo, no recibiría su titularización y un salario formal hasta 1941.

### La ocupación alemana
Con el estallido de la Segunda Guerra Mundial se dedicó a la conservación en el museo de Jeu de Paume, protegida por el director de Museos Nacionales, Jacques Jaujard, intentando seguir el rastro de las obras expoliadas por los ocupantes nazis. Durante la Ocupación, los alemanes, en colaboración con la administración francesa, comenzaron a realizar un pillaje sistemático de las obras expuestas en numerosos museos y colecciones privadas, especialmente de las propiedades de los judíos deportados o que habían huido. Utilizaron el museo de Jeu de Paume como depósito central utilizando seis salas dedicadas a las antigüedades orientales antes de enviar las obras de arte a diversos destinos en Alemania. Durante el expolio nazi, Rose Valland realizó en secreto un inventario preciso de las obras que pasaban por el museo de Jeu de Paume e intentó descubrir sus destinos, los nombres de los responsables de las transferencias, así como el número de convoyes y transportes, sin olvidar los datos técnicos de las obras.
Durante cuatro años, siguió los movimientos de las obras de arte, sus destinos y destinatarios (generalmente dignatarios nazis), las características de las obras de arte, etc. Elaboró centenares de fichas a partir de los papeles tirados en las papeleras del museo y escuchando las conversaciones de los oficiales nazis. También transmitió información a la Resistencia francesa sobre los trenes que transportaban las obras de arte, para que esos convoyes no fueron dañados por las acciones de los resistentes. 
El museo de Jeu de Paume frecuentemente fue visitado por altos dignatarios nazis, y Rose Valland estuvo presente cuando Hermann Göring seleccionó en persona varios lienzos robados para su propia colección. En otoño de 1944, informó a los estadounidenses para evitar el bombardeo de los lugares de almacenaje de las obras robadas en Alemania y Austria y facilitar su recuperación. El teniente James Rorimer, una de las personas encargadas del salvamento del patrimonio artístico europeo, dio testimonio del trabajo de Rose Valland en su libro Survival (1950).

### La posguerra y la recuperación de las obras
Tras la liberación de París por los Aliados, Rose Valland trabajó como miembro de la Commission de récupération artistique, creada por iniciativa de Jaujard el 24 de noviembre de 1944 y disuelta el 30 de septiembre de 1949. Actuó en la zona de ocupación francesa en Alemania y Austria, como oficial de Bellas Artes en el ejército francés. En 1947 fue nombrada directora de la recuperación artística de Alemania en todas las demás zonas de ocupación, incluyendo la soviética, donde realizó algunas misiones de espionaje para Francia, y donde recuperó algunas obras.  Colaboró con los agentes americanos para interrogar a los oficiales y marchands nazis. Fue testigo en los juicios de Núremberg, donde fueron juzgados los dirigentes nazis. Participó en la recuperación de las obras de arte robada pero también ayudando a la reconstrucción de los museos alemanes después de la guerra. 
Entre 1945 y 1954, participó de la recuperación y repatriamiento de más de 60 000 obras y objetos de arte expoliados a las instituciones públicas (Museo de la Armada, logias masónicas, Biblioteca polaca, etc.) y de las familias judías perseguidas (Bacri, Bernheim, Cassel, David-Weill, Dreyfus, Alphonse Kann, Paul Rosenberg, Rothschild, Seligmann, etc.)
A su regreso a Francia en 1953 se convirtió en jefa del Servicio de Protección de Obras de Arte (SPOA) creado con el objetivo prospectivo de proteger las obras de arte en caso de un conflicto global. Fue nombrada en 1955 conservadora de los museos nacionales, la consagración de su carrera. 
En 1961 publicó sus experiencias durante la Ocupación en el libro Le Front de l'art, que fue reeditado en 1997. Su labor para intentar restituir las obras expoliadas que eran expuestas en los museos franceses no siempre fue bien recibida y poco valorada.
Rose Valland se retiró en 1968 pero en privado continuó trabajando en la restitución de las obras expoliadas a través de los archivos franceses. Por su trabajo recibió numerosas condecoraciones de Francia y otros países. Así recibió la Legión de Honor, fue nombrada Comendadora de Artes y Letras, distinguida con la medalla de la Resistencia francesa. Los Estados Unidos le otorgaron la Medalla presidencial de la Libertad. En 1951 fue nombrada oficial de la Orden del Mérito de la República Federal de Alemania.

## Vida privada
Durante la posguerra Rose Valland conoció a la británica Joyce Heer (1917-1977), secretaria en la embajada de los Estados Unidos, que se convirtió en su compañera íntima hasta su muerte. Las dos mujeres compartían un apartamento en la rue de Navarre en el distrito V de París. 
En 1979 Rose Valland publicó la tesis de su compañera, La personnalité de Pausanias, de forma póstuma en Ediciones de Belles-Lettres. El prólogo fue firmado por el director de esta publicación, que trató con discreción, y con el consentimiento de Rose Valland, la relación que unía a las dos mujeres: 

Vivió en París con una amiga que le enseñó a hablar francés y que después de mucho tiempo la amó como una pariente cercana. Aunque la gente adivinará quién es esta amiga antes de que mencione su nombre, si digo que fue la conservadora del Museo de Jeu de Paume durante la guerra...

Le siguió una exposición de sus acciones como resistente.

### Fallecimiento
Rose Valland murió el 18 de septiembre de 1980 con 81 años en una relativa soledad en Ris-Orangis, en las afueras de París. Fue enterrada junto a su compañera en su aldea natal de Saint-Étienne-de-Saint-Geoirs, donde un colegio y una plaza lleva su nombre. 

## Homenajes

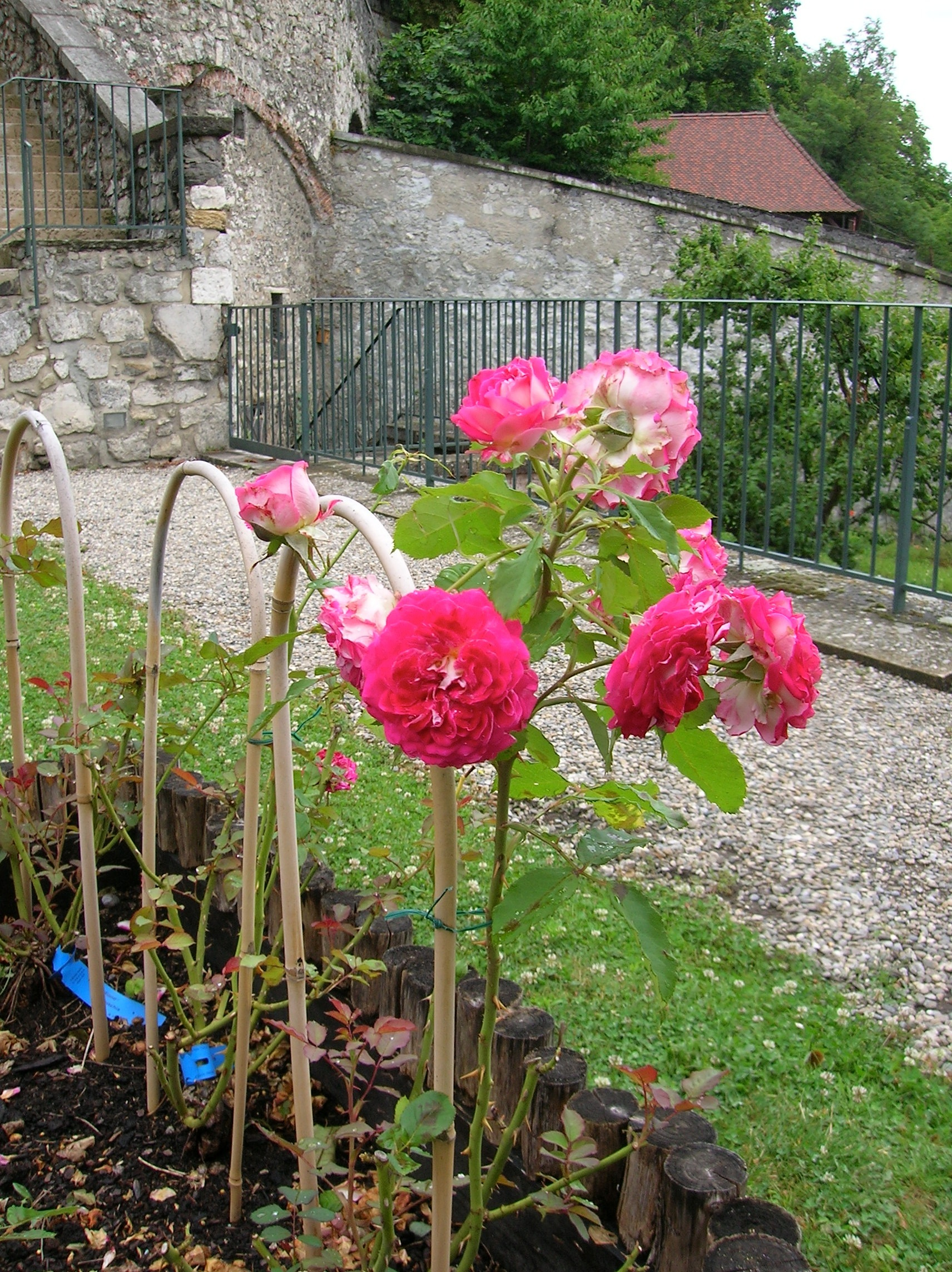
Rosa creada en homenaje a Rose Valland, Musée Dauphinois, Grenoble.

- El 25 de abril de 2005 el ministro francés de Cultura, Renaud Donnedieu de Vabres inauguró una placa conmemorativa con el nombre de Rose Valland en la fachada del museo Jeu de Paume, en el jardín de las Tullerías.
- Desde el 5 de julio de 2013, en el corazón de la rosaleda histórica del Musée Dauphinois se presentó una rosa en honor de Rose Valland, creada por el jardinero Guillaut de Chamagnieu por iniciativa de la asociación  "La mémoire de Rose Valland"[13][1]
- La promoción 2012 de conservadores de patrimonio del Instituto Nacional de Patrimonio de Francia, lleva su nombre
- En 2014, la ciudad de París colocó una placa oficial en su casa ubicada en el número 5 de la calle rue de Navarra, en el distrito 5.[14]
- Una estatua en su efigie, inaugurada el 18 de septiembre de 2016, fue realizada por Guy Le Perse para la residencia Les Rives de la Marque en Marcq-en-Barœul.
- En 2016, una calle en el distrito 17 de París, el pasaje Rose Valland , comenzó a denominarse con su nombre.[15]
- El 1 de octubre de 2018, la oficina de correos francesa emite un sello con su efigie.[16]

## En la cultura popular
La vida y la acción de Rose Valland inspiraron por primera vez a John Frankenheimer para su película El tren (1964), con un guion basado en parte en sus memorias Le front de l'art. Existe un personaje que se llama "Mlle Villard", interpretada por Suzanne Flon.
En 1994, el ensayo The Rape of Europa: The Fate of Europe's Treasures in the Third Reich and the Second World War por la historiadora estadounidense Lynn H. Nicholas arroja luz sobre el papel de Rose Valland en el marco del saqueo nazi. Este libro dio lugar a un documental homónimo en 2006 dirigido por Richard Berge y Bonni Cohen.
En 2006, Corinne Bouchoux publicó la primera biografía dedicada a Rose Valland. En 2009, la escritora Sara Houghteling para su novela Pictures at an Exhibition se inspiró en la vida de Rose Valland para crear el personaje de Rose Clément.
En 2009, Rose Valland fue el tema principal del ensayo de Robert M. Edsel The Monuments Men; adaptado en cine por el actor y director George Clooney, Monuments Men fue lanzada en febrero de  2014, pone en escena el personaje de Claire Simone, interpretada por Cate Blanchett, que utiliza el personaje de Valland.

### Sus obras
- Le Front de l'art 1939-1945 de Rose Valland, éditions Plon, 1961. (réédition Réunion des musées nationaux, 1997)

### Biografías
- Rose Valland, la Résistance au musée de Corinne Bouchoux, Geste éditions, 2006.
- Rose Valland Capitaine Beaux-Arts, bande dessinée de Catel Muller (dite Catel), Emmanuelle Polack et Claire Bouilhac, Editions Dupuis, 2009.

### Obras sobre sus actividades
- La película El tren (1964) de John Frankenheimer está inspirada en el libro Front de l'art. El personaje de Madame Villard, está inspirado por Rose Valland y fue interpretado por Suzanne Flon.
- La Mémoire spoliée, les archives des Français, butin de guerre nazi puis soviétique de Sophie Cœuré, éditions Payot 2007
- L'exode des musées, histoire des œuvres d'art sous l'occupation de Michel Rayssac, éditions Payot 2007.
- Le Pillage des œuvres d'art en Europe de Lynn H Nicholas
- Survival de James Rorimer, Abelard Press, 1950
- Monuments men, Robert M. Edsel y Bret Witter. Este libro fue adaptado al cine en 2014 con el mismo título, con la participación de George Clooney, y Cate Blanchett como Claire Simone, personaje ficticio inspirado por Rose Valland.
- Les carnets de Rose Valland : Le pillage des collections privées d’œuvres d'art en France durant la Seconde Guerre Mondiale d'Emmanuelle Polack et Philippe Dagen, Fage Éditions, 2011
- Eribon, Didier (2003). Dictionnaire des cultures gays et lesbiennes (en francés). Larousse. ISBN 978-2035051646.
- Hadrien Laroche, La Restitution, Flammarion, 2009, ISBN 2081226472